# Chevillard (métier)
Pour les articles homonymes, voir Chevillard.
Dans la boucherie, un chevillard est un grossiste habilité à abattre des bêtes. Il revend ensuite la viande à des bouchers-détaillants. Ce métier est aussi connu dans certaines régions (notamment le Nord de la France) sous le terme de chevilleur.

## Étymologie
Le terme tire son origine de la cheville, croc auquel sont suspendues les carcasses entières. Par extension, la cheville désigne aussi le négoce des carcasses.

## Apparition du métier

### En France
Alors que traditionnellement, depuis la popularisation de la consommation de viande bovine dans les villes, l'approvisionnement en bovins relevait du rôle du boucher, qui allait acheter sa viande sur pied, puis l'abattait et la découpait avant de la vendre, la situation change en 1811. Dans les grandes villes, il est fait obligation d'utiliser des abattoirs publics. Le métier se scinde alors en deux spécialités, le boucher qui travaille la viande abattue, et le chevillard, qui s'approvisionne auprès d'éleveurs ou de négociants, abat les animaux, et les revend sous forme de carcasses aux bouchers.
À Paris, 300 d'entre eux exerçaient au sein des abattoirs de la Villette, avant leur disparition dans les années 1970. 
La mise en place de circuits courts de distribution, via les coopératives comme en Bretagne, ou via des formules « du producteur au consommateur », constitue une menace pour le métier.

## Conditions d'accès à la profession
En Belgique, l'accès à la profession était avant 2024 soumis à conditions, sous forme d'une expérience minimale de cinq ans, de possession d'un titre, ou à défaut, via un examen.